# Philoliche zonata
Philoliche zonata är en tvåvingeart som först beskrevs av Walker 1871.  Philoliche zonata ingår i släktet Philoliche och familjen bromsar. Inga underarter finns listade i Catalogue of Life.